# Zvi Brenner
Zvi Asher Brenner (Siedlce, 15 de junho de 1915 - Afikim, 12 de junho de 1999) foi um soldado judeu na Palestina antes e durante a Segunda Guerra Mundial e os primeiros dias do Estado de Israel. Ele treinou com Orde Wingate e serviu ao lado de Moshe Dayan. Ele foi um dos fundadores das Forças de Defesa de Israel junto com Dayan e Yigal Allon. Depois de ser gravemente ferido, ele mais tarde serviu como secretário do Movimento Kibutzim. Ele foi um líder do kibutz Afikim até sua morte.

## Vida pregressa
Nascido na Polônia em 1915, Zvi imigrou ainda criança para os Estados Unidos com a mãe e os irmãos, estabelecendo-se em Chicago. Lá ele foi um dos fundadores do movimento Hechalutz nos EUA. Ele foi escolhido em 1934 para se juntar ao novo Kibutz Afikim que estava sendo estabelecido em Israel. 

## Palestina e os Esquadrões Noturnos Especiais
Zvi juntou-se ao Haganá e participou de operações, incluindo a defesa do Kibutz Ramat HaKovesh e o estabelecimento de Hanita em 1938. Foi em Hanita que Zvi foi apresentado ao capitão britânico Charles Orde Wingate. Wingate estabeleceu os Esquadrões Noturnos Especiais (SNS), que eram unidades de judeus e soldados britânicos. Zvi foi estabelecido como comandante da unidade SNS que operava em Afikim. 

## Segunda Guerra Mundial
Quando os judeus palestinos foram autorizados a ingressar no Exército Britânico para lutar contra os nazistas, Zvi, recém-casado e pai, desobedeceu às ordens do Haganá e se ofereceu como voluntário. Eventualmente, a Brigada Judaica foi formada em 1944. Em março de 1945, a Brigada Judaica lutou contra os alemães nas linhas de frente no norte da Itália, onde Zvi sofreu um ferimento grave na perna causado por uma granada.